# Tipula (Microtipula) tenuilobata
Tipula (Microtipula) tenuilobata is een tweevleugelige uit de familie langpootmuggen (Tipulidae). De soort komt voor in het Neotropisch gebied.